# Maureen Manley
Maureen Manley (ur. 1965 w Thousand Oaks) – amerykańska kolarka szosowa, srebrna medalistka mistrzostw świata.

## Kariera
Największy sukces w karierze Maureen Manley osiągnęła w 1990 roku, kiedy wspólnie z Ingą Thompson, Phyllis Hines i Eve Stephenson zdobyła srebrny medal w drużynowej jeździe na czas podczas mistrzostw świata w Utsunomiya. Na rozgrywanych rok późnej mistrzostwach świata w Stuttgarcie Amerykanki zajęły czwarte miejsce, a Manley stwierdziła, że czuje się bardzo zmęczona. Kilka tygodni później, podczas Tour de France Féminin Amerykanka na jednym z podjazdów zaczęła mieć problemy ze wzrokiem, co doprowadziło do upadku. Dotarła do mety, jednak przeprowadzone wkrótce badania wykazały, iż jest chora na stwardnienie rozsiane. Zakończyło to jej karierę kolarską, a Manley poświęciła się działalności na rzecz poszerzania świadomości o stwardnieniu rozsianym.